# Amchilga
Amchilga est un canton du Cameroun situé dans la commune de Makary, le département du Logone-et-Chari et la Région de l'Extrême-Nord, à proximité de la frontière avec le Nigeria.  

## Population
Lors du recensement de 2005, on y a dénombré 13 918 personnes.